# 선거구
선거구(選擧區, 영어: electoral district, election district, legislative district, voting district, constituency, riding, ward, division, electorate, election precinct)는 한 명 또는 여러 명의 대표를 선출하는 선거를 행하는 단위 지역을 구분한 것이다.
일반적으로는 행정 구역이나 지역으로 분할하지만, 유목 민족이 중심이 되는 국가에서는 부족 단위로 선거구를 분할하기도 한다.

## 소선거구제
소선거구제(小選擧區制)는 한 선거구에서 한 명의 대표를 선출하는 선거구를 가리킨다. 1구 1인 대표제라고도 하며, 일반적으로 다수대표제와 결합한다. 소선거구제는 입후보자의 인물파악이 용이하고 선거비용이 절약되는 장점이 있는 반면 전국적 인물보다는 지역적 인물의 당선이 용이하고 사표(死票)가 많아 소수당에 불리하다.

## 중 · 대선거구제
중 · 대선거구제(中 · 大選擧區制)는 한 선거구에서 두 명 이상의 대표를 선출하는 선거구를 가리킨다. 일반적으로 소수대표제와 결합한다.
중 · 대선거구제의 장점은
1. 가능한 사표를 적게 하며, 소수대표를 가능하게 하여 비례대표제의 이상을 실천할 수 있다.
2. 소선거구제에 있어서와 같은 선거간섭·정실·매수 등에 의한 부정투표를 제거할 수 있다.
3. 인물선택의 범위가 확대되어 자질 있는 대표를 선정할 가능성이 많아진다.

단점은
1. 소정당의 출현을 촉진하여 정국의 불안정을 초래할 수 있으며,
2. 선거비용이 많이 든다.
3. 보궐선거와 재선거가 행하여지기 어려운 점

등이 있다.

## 선거구 목록
- 대한민국의 국회의원 선거구 목록 (국회의원 목록)
- 독일 연방의회 선거구
- 미국 하원 의원 선거구 목록
- 일본 중의원 선거구 목록 · 일본 참의원 선거구 목록
- 영국의 선거구 (영국 의회의 선거구)
- 이탈리아의 선거구
- 프랑스 의회의 선거구
- 홍콩의 선거구

## 같이 보기
- 대한민국의 선거구
- 유동선거구
- 게리맨더링
- 광역선거구